# Poughkeepsie (Nowy Jork)

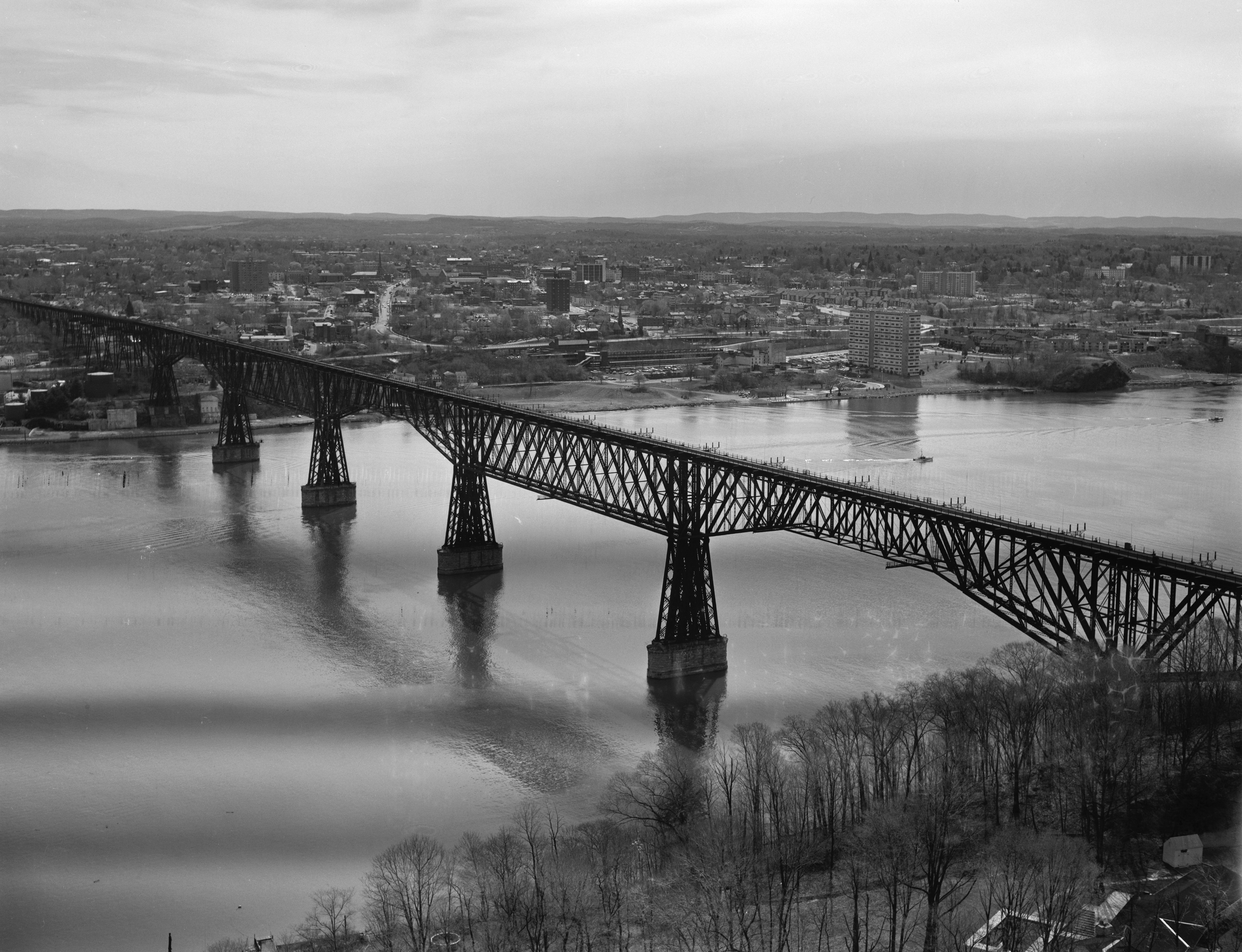
Most nad rzeką Hudson w Poughkeepsie

Poughkeepsie (City of Poughkeepsie) – miasto we wschodniej części USA, w stanie Nowy Jork, nad rzeką Hudson. Ma 29 871 mieszkańców (2000).  Leżące tuż obok miasteczko o tej samej nazwie (Town of Poughkeepsie) ma 42 777 mieszkańców (2000).  Choć oficjalnie są to oddzielne miejscowości, w praktyce tworzą jedno miasto mające około 75 tys. mieszkańców. Należy do obszaru metropolitalnego Poughkeepsie—Newburgh–Middletown, mającego  621 517 mieszkańców (2000).
W Poughkeepsie urodził się Alfred Butts, twórca gry słownej Scrabble oraz  Ed Wood.